# Riproduttore di CD audio

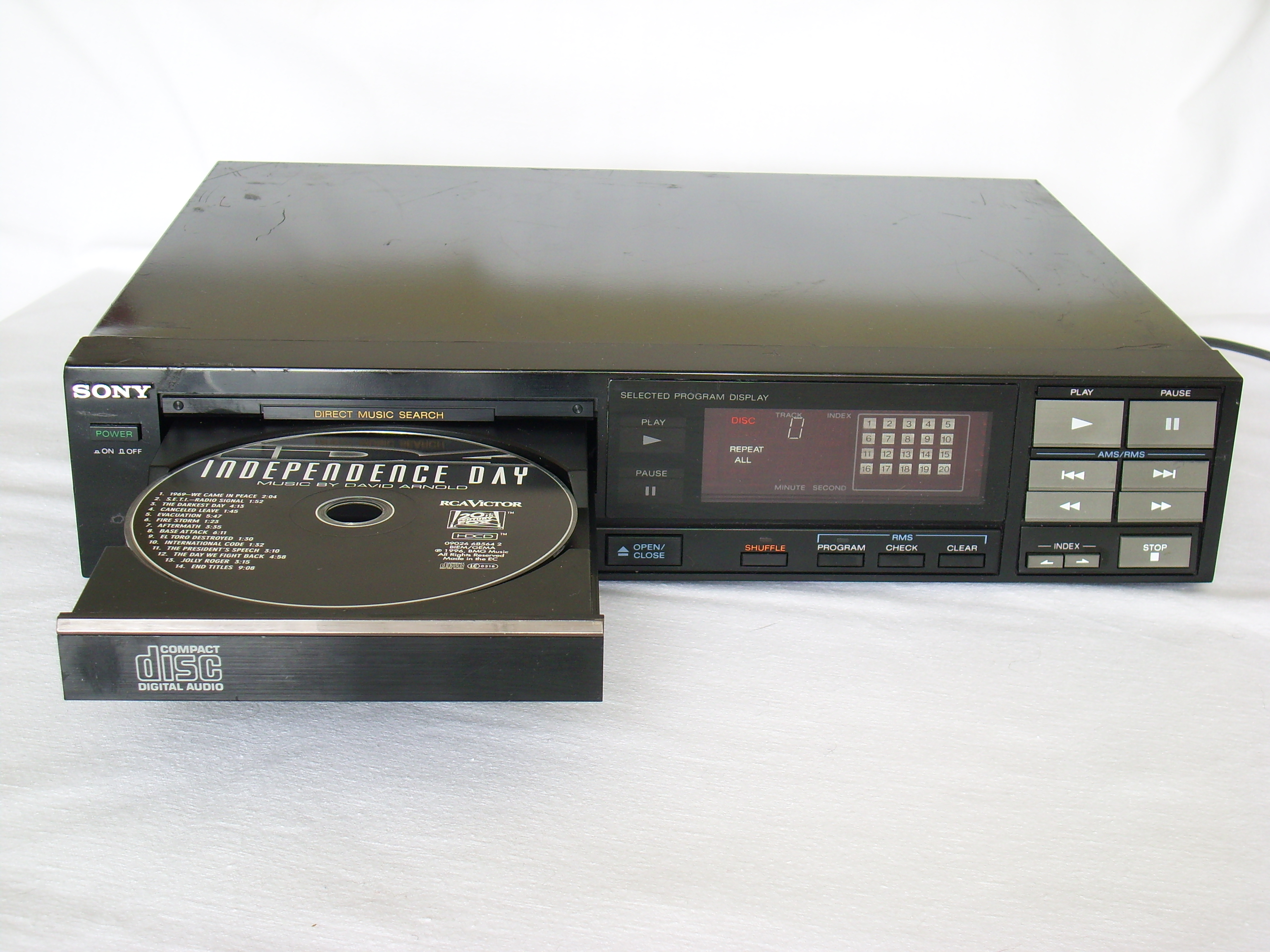
Lettore da tavolo

Un riproduttore di CD Audio o lettore CD o Audio CD player è un tipo di apparecchio audio elettronico, solitamente Hi-Fi, ideato per la specifica riproduzione della musica letta nei CD Audio e nei vari Compact Disc che contengono dati audio nella forma descritta dal Red Book. Alcuni lettori consentono la riproduzione di DVD-Audio e/o CD con tracce in vari formati (MP3, AAC, ecc).
I lettori CD Audio possono avere svariate forme: essere “tascabili” (per quanto possibile) ed essere ascoltati tramite cuffie e auricolari, essere portatili e avere i diffusori acustici integrati, essere fissi (lettore da tavolo) e pensati come componente separato di un impianto stereo, oppure avere i diffusori e amplificatore integrati, risultando un componente a sé stante, o anche essere un componente fisso o estraibile di automobili, camper, camion o motoveicoli, in forma di autoradio.

## Tipologia

### CD changer
Un CD changer, chiamato spesso caricatore, permette di caricare più dischi, di solito in cartucce e riprodurli in una volta sola.

#### A cartuccia esterna
Quelli a cartuccia esterna hanno una o più cartucce che permettono di caricare fino a 12 dischi (dipende dal modello) e viene inserita nel caricatore. Di solito questo tipo si trova nelle automobili.

#### A cartuccia interna
Quelli a cartuccia interna si basano sullo stesso principio di quelli a cartuccia esterna, tuttavia la cartuccia è inserita direttamente nel riproduttore.

#### A carosello
Quelli a carosello sono composti da una placca, la quale gira mentre si cambia cd. I tradizionali sono a 3, a 5 o 7 dischi.

### CDJ
Tipo di lettori, utilizzati in genere dai DJ, che presentano dei controlli atti ad emulare il comportamento di un disco in vinile. Essi presentano solitamente un tasto CUE per avere l'accesso diretto ad un punto prescelto di un brano del CD, una Jog-wheels che principalmente serve per accelerare o rallentare momentaneamente la velocità di esecuzione e un cursore della velocità con il quale si può impostare una velocità diversa di riproduzione. Il termine è stato coniato dalla Pioneer per la sua serie di prodotti dedicati al Djing.

### Lettore portatile

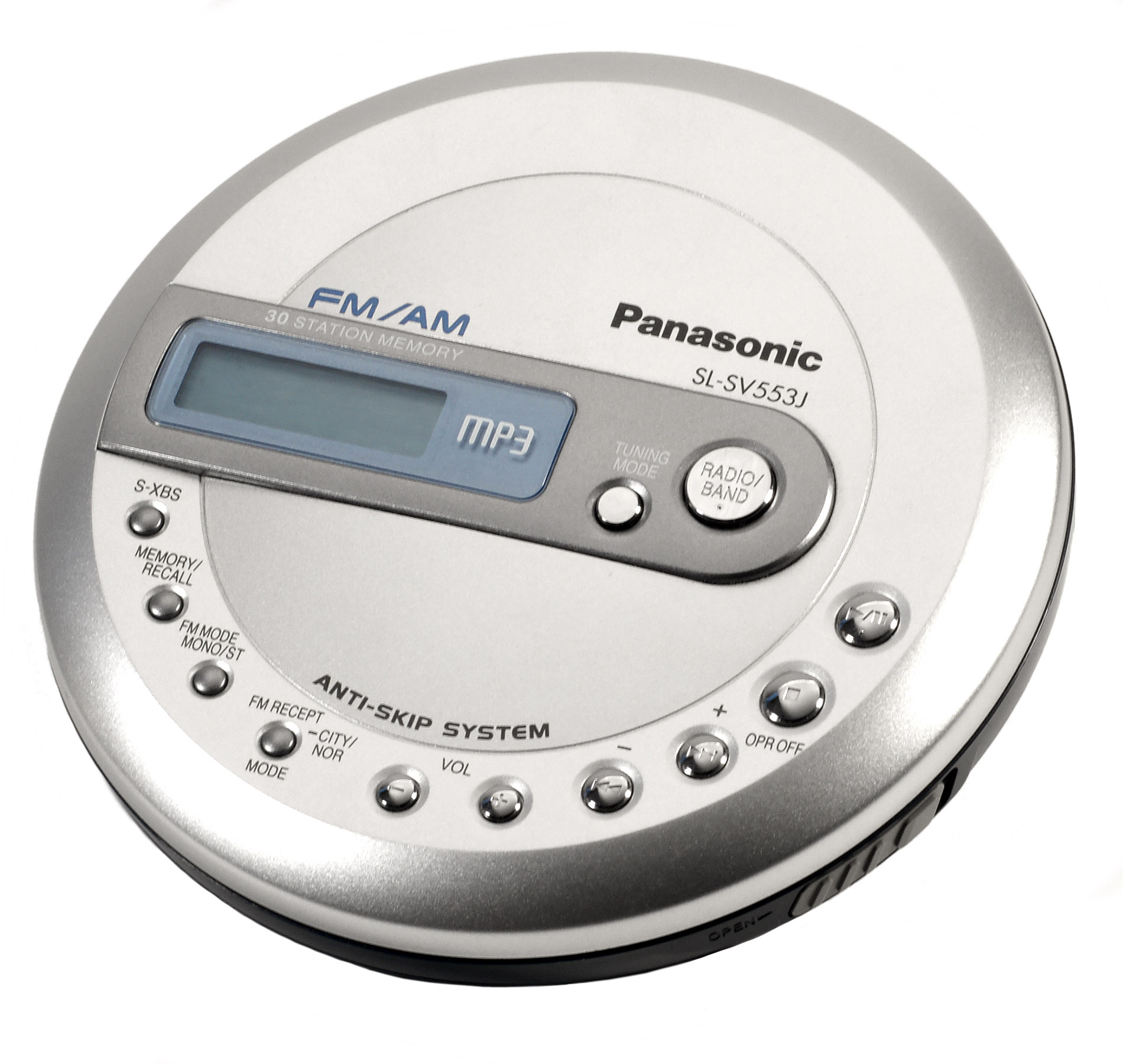
Lettore portatile della Panasonic

I lettori cd portatili furono commercializzati per la prima volta negli anni ottanta, ma diventano di successo negli anni novanta quando sono stati venduti modelli con sistema antisalto. Inizialmente i lettori non erano efficaci come i mangianastri, in quanto in caso di movimenti bruschi si potevano verificare facilmente "salti" nella riproduzione.

## Descrizione
Molti riproduttori sono contenuti in un case di plastica che contiene il sistema elettrico e l'interfaccia utente.
Quella dei portatili contiene delle porte per la connessione a delle casse, cuffie e/o un'entrata per la corrente. Di solito un portatile contiene un'alimentazione a batterie.
Quelli da collegare contengono un'alimentazione a corrente, le porte per l'interfaccia utente e per collegarle ad un amplificatore.

### Funzioni
Le funzioni di base sono:
- Play/Pause
- Stop
- Rewind (riavvolgimento)
- Fast Forward (avanzamento veloce)
- Selezione della traccia

Alcuni modelli hanno anche l'antishock, che serve ad evitare che la riproduzione si inceppi in caso di movimenti bruschi dell'unità.

## L'evoluzione del vassoio

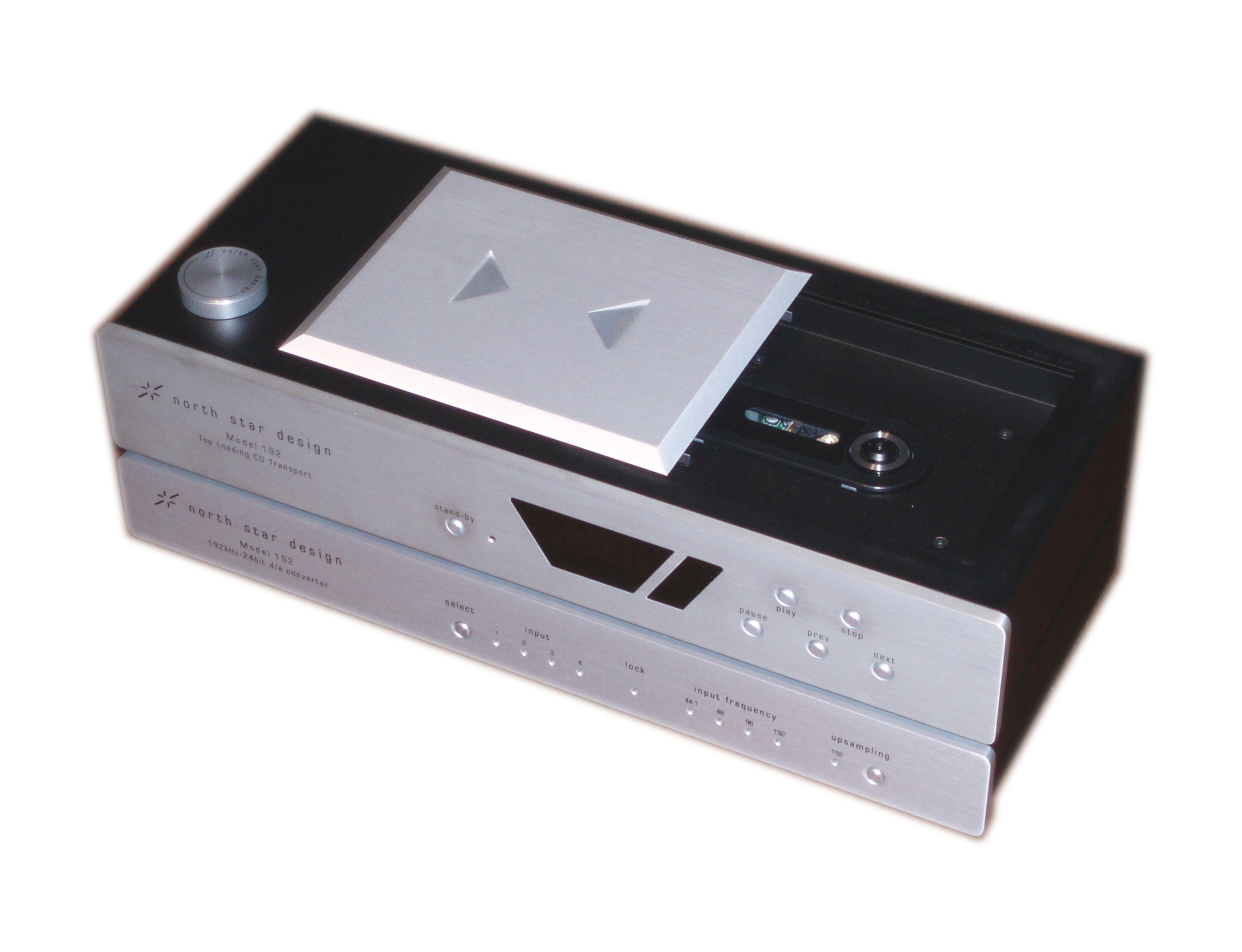
Lettore da tavolo con vassoio dall'alto

- Il primo modello in assoluto di riproduttore CD messo in commercio fu, nel 1982, il modello CDP-101 della Sony, che utilizzava un vassoio verticale. Per la semplicità molti riproduttori hanno preso spunto da questo vassoio.
- Nel 1982 Philips produsse il primo lettore cd con apertura da sopra, ovvero il Philips CD-100.
- I modelli della Meridian 200 e 203 sono stati i primi ad adottare l'apertura elettronica del vassoio.
- L'entrata tramite slot è la preferita per gli autoradio. Il MacBook usa la medesima. I mini cd e i cd non circolari non possono essere inseriti.